# Coelidium pageae
Coelidium pageae är en ärtväxtart som beskrevs av Harriet Margaret Louisa Bolus. Coelidium pageae ingår i släktet Coelidium, och familjen ärtväxter. Inga underarter finns listade i Catalogue of Life.